# 陳潤瓊
陳潤瓊（1920年—2013年7月22日），英文名Anna Tcheng，中華民國記者，聯合國機構工作人員，中華民國外交官陳籙第三女，劇作家及記者唐納夫人。

## 生平
陳潤瓊於1920年在北京出生，籍貫福州侯官，父親為中華民國前駐法公使陳籙，母親甘珪輝（福州文儒坊甘氏）。陳籙於1920年底赴法任職，全家隨行，陳潤瓊幼年時期與兄弟姐妹在法國生活成長。
1928年，陳籙在歐洲任職結束後全家回國，寓居上海愚園路668弄25號陳公館。1942年陳潤瓊獲得上海聖約翰大學英文系文學士學位，同學包括麥少楣（又名麥雪蘭，克什米爾公主號事件犧牲者李肇基之妻）等。畢業後，陳潤瓊成爲外文報社記者，陸續服務於法文上海日報（Le Journal de Shanghai）、英文自由論壇報（China Daily Tribune）及大陸報（The China Press）等。
1946年，當時擔任上海時事新報主筆兼總編輯的唐納，經同事記者麥少楣引薦，結識了外報記者陳潤瓊，兩人相戀。

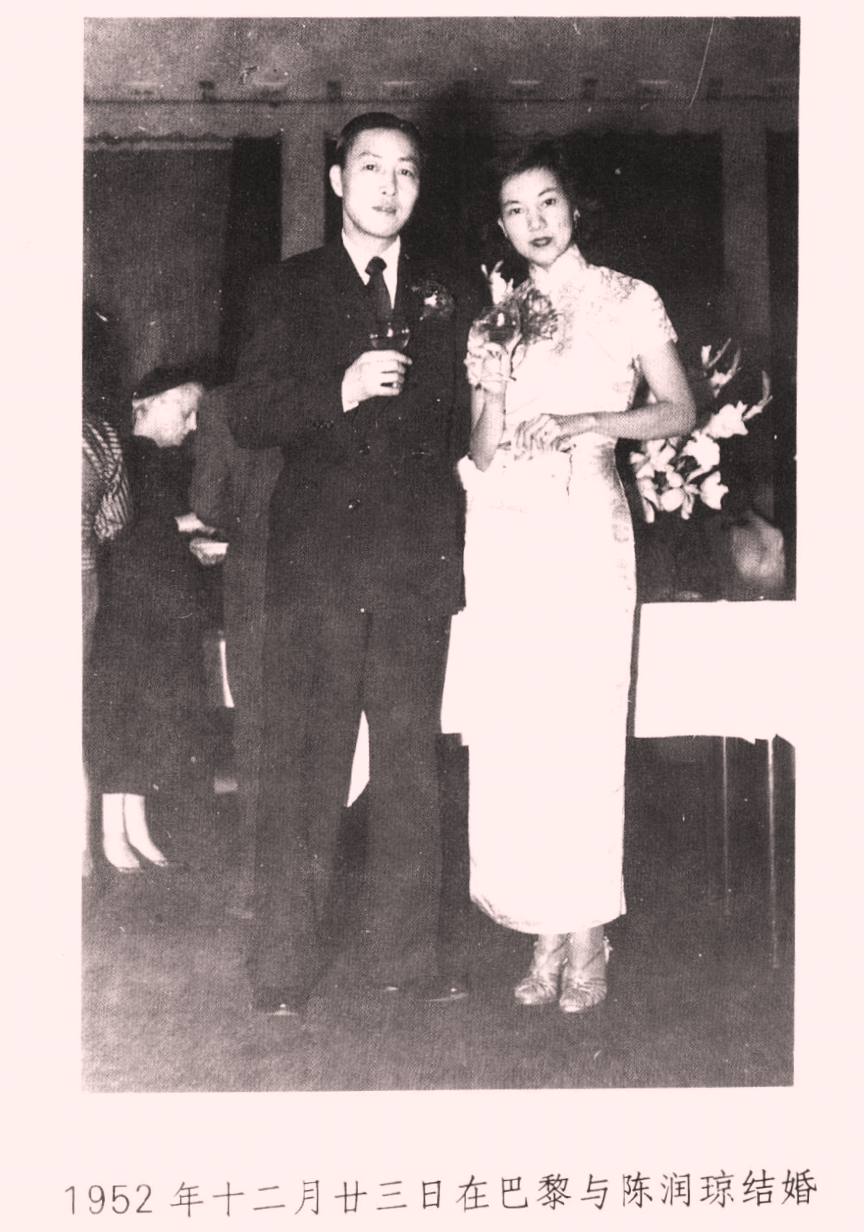
唐納與陳潤瓊1952年法國巴黎結婚照

1948年，陳潤瓊赴美，在聯合國教科文組織任職。1948年12月，唐納赴美與陳潤瓊在紐約匯合。1952年12月，經歷多年“愛情長跑”的兩人在法國巴黎結婚。婚後兩人在巴黎經營多家中餐館，育有一女馬憶華（Ariane）。
1988年8月，唐納因病在巴黎過世。1989年8月，在唐納過世一周年之際，陳潤瓊携女兒來到上海參加由上海市文學藝術界聯合會與上海老新聞工作者協會舉辦的「唐納先生追思會」。1991年起，陳潤瓊為整理出版唐納文集之事往返巴黎與上海，經由夏其言、葉露茜等諸多友人傾力協助，《馬季良（唐納）文集》於1993年出版問世。2013年夏，陳潤瓊在巴黎過世，與唐納合葬於巴黎。